# 보량궁주
보량궁주 설씨(寶良宮主 薛氏, 604년~670년)는 신라의 제16대 풍월주 보종전군의 딸로, 김춘추의 아내 보라궁주와는 자매지간이다. 본래 진평왕의 후비였으나, 진평왕의 계비인 승만부인이 그녀를 시기하고 질투하여 출궁하였다고 한다. 이후, 이부(異父) 남매이자 사촌간인 김양도에 재가하였다. 김양도는 동복누이와의 혼인을 내켜하지 않았으나 보량궁주가 그로 인해 병이 들고 어머니 양명공주가 이를 꾸짖자 어쩔 수 없이 혼인하였다.
신라 30대 문무왕 10년(670년), 남편 김양도가 사신사로 당나라에 갔다 그곳에서 옥사하자 따라 죽었다 전해진다.

## 가계
- 조모 : 미실궁주(美室)
- 조부 : 제7대 풍월주 설원랑(薛原郞)
- 부친 : 보종전군(宝宗)
- 모친 : 양명공주(良明公主, 진평과 보명궁주의 딸)
  - 자매 : 태종 무열왕의 비 보라궁주(宝羅宮主)
- 남편&외조부 : 신라 26대 왕 진평왕(眞平王)
  - 아들 : 보로전군(寶路殿君)
  - 며느리 : 작광부인(酌光夫人) - 김유신(金庾信)의 딸
  - 며느리 : 김흠신(金欽信, 슬하에 2녀) - 김흠돌(金欽突)의 동생
- 남편&남매 : 김양도(金良圖, 모종과 양명공주의 아들)
  - 아들 : 양효(良孝)
  - 딸 : 양시(良時)
    - 사위 : 춘장공

## 관련 작품

### 드라마
- 《선덕여왕》 (MBC, 2009년, 배우:박은빈) (드라마에서는 '보량' 역이지만 '보라궁주'를 모티브로 하였음)
- 《대왕의 꿈》(KBS, 2012년~2013년, 배우:이시원)